# Minosuke Hiroe
Minosuke Hiroe, född den 7 juni 1914, död den 12 januari 2000, var en japansk botaniker specialiserad på flockblommiga växter.
Auktorsnamnet M.Hiroe kan användas för Minosuke Hiroe i samband med ett vetenskapligt namn inom botaniken; se Wikipediaartiklar som länkar till auktorsnamnet.